# Radars métriques à impulsions
Les radars métriques à impulsions sont des radars fixes de surveillance déployés par la marine nationale et l'armée de l'air française en 1940. Ils sont parmi les premiers systèmes français opérationnels de détection radar.

## Origines
Malgré les essais d'un « détecteur d’obstacles » sur les navires Oregon et Normandie entre 1934 et 1935, puis le développement du barrage David, commandé à partir de 1938, il apparaît que faute d'un investissement suffisant, les armées françaises sont en retard dans le domaine de la détection électromagnétique, les britanniques déployant dès 1937 un système cohérent, le Chain Home.
La marine nationale s'engage résolument dans cette voie en développant des radars à impulsions.

## Mise en place
Les projets d’équipements de  détection électromagnétique sont confiés à l'ingénieur du Génie maritime Giboin, qui décide de faire appel aux principales sociétés françaises de radio : SFR/CSF, SADIR, Radio-Industrie et LMT.
La Marine nationale essaie à Brest en août 1939 un « télémètre décimétrique » de la SFR, dont l'expérimentation n'est pas poursuivie, faute de magnétron assez puissant. Six modèles sont créés entre juin 1939 à mai 1940 et fonctionnent sur des longueurs d'onde variant de 2 m à 6,6 m. La marine installe des radars métriques à impulsions à Toulon et Bizerte, puis l'armée de l'air lui emboîte le pas avec des équipements implantés à Sannois et au fort de Châtillon.
Le modèle le plus puissant est installé en février 1940 par les laboratoires LMT sur un promontoire de l’île de Port-Cros, à 200 m d'altitude et au large de Toulon. Ce radar métrique de grande puissance fonctionne sur une longueur d’onde de 6 m (Caractéristiques : 48 MHz, 350 kW crêtes, 10 et 25 µs de durée d’impulsion, 50, 250 ou 1 250 Hz de fréquence de répétition). Il utilise un équipement construit à l’origine pour l’émetteur de télévision de la tour Eiffel. L'étage de puissance comprend deux tubes à refroidissement par eau, avec un filament fonctionnant en impulsions, l’émetteur est formé d'un réseau de dipôles installé sur un mat sans hauban et le récepteur est situé à 200 m environ. 

## Essais et utilisation
Dès les essais, des avions sont détectés à 130 km, la limite d'affichage de l'oscillographe matérialisant les échos.
Le Breguet 530 Saigon BE-10, un hydravion d'Air France réquisitionné au profit de la Marine nationale, effectue les 7 et 8 juin 1940 des vols entre Berre, Saint-Mandrier, Marseille et au large des côtes provençales. Il y réalise des essais de détection électromagnétique peu avant la mise en service de la station de guet radar de l'île de Port-Cros ainsi que des mesures de champ électromagnétique à son bord.
Ces équipements radars, même insuffisant techniquement, détectent le 2 juin 1940 les attaques aériennes contre Paris, le 10 juin contre Bizerte et particulièrement les 12 et 13 juin contre Toulon. La chasse française intercepte un Fiat BR.20 Cicogna en mission de reconnaissance le 12, un bombardement avec dix-neuf avions du même type dans la nuit du 12 au 13, et dix-neuf autres BR.20 dans la matinée. À cette occasion, l'aviation italienne subit la perte de deux appareils et deux autres endommagés, la chasse française ayant un préavis de 120 km grâce à la station de Port-Cros.
À la suite de la défaite de juin 1940, la plupart des installations sont détruites pour ne pas échouer entre les mains de l'ennemi.

## À voir